# Кетлін Рунд
Кетлін Рунд (нім. Cathleen Rund, 3 листопада 1977) — німецька плавчиня.
Призерка Олімпійських Ігор 1996 року, учасниця 2000 року.
Чемпіонка Європи з водних видів спорту 1995, 1997 років, призерка 1999 року.